# International Emmy Awards 2015
La cerimonia della 43ª edizione dei International Emmy Awards (43rd International Emmy Awards) si è tenuta il 23 novembre 2015.
Bassem Youssef ha presentato la cerimonia, mentre tra gli annunciatori si sono alternati Karla Mosley, Mozhan Marnò, Holly Taylor, Patina Miller, Tovah Feldshuh, Piolo Pascual, Leandra Leal, Lourenço Ortigão e Anke Engelke.

## International Emmy Awards
Segue l'elenco delle categorie premiate con i rispettivi candidati; i vincitori sono indicati in cima all'elenco di ciascuna categoria.

### Programmi televisivi

#### Miglior serie drammatica
- Spiral (Engrenages) – Francia
  - MOZU Season 1 - Night Cry of the MOZU – Giappone
  - My Mad Fat Diary – Regno Unito
  - Psy – Brasile

#### Miglior serie commedia
- Doce de Mãe – Brasile
  - Fais pas ci, fais pas ça – Francia
  - Familia en Venta – Colombia
  - Puppet Nation ZA – Sudafrica
  - Sensitive Skin – Canada

#### Miglior telenovela
- Império – Brasile
  - Ciega a Citas – Spagna
  - Jikulumessu – Angola
  - Mulheres – Portogallo

#### Miglior film o miniserie
- Soldat Blanc – Francia
  - La Celebración – Argentina
  - Common – Regno Unito
  - Storytelling of Hostages – Giappone

#### Miglior programma artistico
- Illustre & Inconnu: Comment Jacques Jaujard a Sauvé le Louvre – Francia
  - Buenaventura No Me Dejes Mas – Colombia
  - Messiah at the Foundling Hospital – Regno Unito
  - Trial of Chunhyang - A Girl Prosecuted by Feudalism – Corea del Sud

#### Miglior programma documentario
- Miners Shot Down – Sudafrica
  - Africa's Wild West - Stallions of the Namib Desert – Austria
  - Antes de que Nos Olviden – Messico
  - Growing Up Down's – Regno Unito

#### Miglior programma non sceneggiato
- 50 Ways to Kill your Mammy – Regno Unito
  - Barones de la Cervez – Argentina
  - Flying Doctors – Belgio
  - MasterChef South Africa – Sudafrica

#### Miglior programma statunitense non in inglese
- Arrepentidos U.S. - El Infierno de Montoya
  - El Mejor de los Peores
  - Narco Tec
  - La Voz Kids

### Recitazione

#### Miglior attore
- Maarten Heijmans, per la sua interpretazione in Ramses – Paesi Bassi
  - Engin Akyürek, per la sua interpretazione in Kara Para Aşk – Turchia
  - Emilio de Mello, per la sua interpretazione in Psy – Brasile
  - Rafe Spall, per la sua interpretazione in Black Mirror: White Christmas – Regno Unito

#### Miglior attrice
- Anneke von der Lippe, per la sua interpretazione in Øyevitne – Norvegia
  - Fernanda Montenegro, per la sua interpretazione in Doce de Mãe – Brasile
  - Sheridan Smith, per la sua interpretazione in Cilla – Regno Unito

## Premi speciali
Michael Douglas ha inoltre presentato l'International Emmy Directorate Award, assegnato a Richard Plepler, mentre Elizabeth McGovern e Gareth Neame hanno presentato l'International Emmy Founders Award, assegnato a Julian Fellowes.